# Vịnh Amundsen (Nam Cực)
Vịnh Amundsen, có tên khác Vịnh Băng, là một nơi có hình dạng địa lý giống vịnh dài thông thường có độ dài 24 dặm (39 km), gần phía tây của núi Tula ở thềm lục địa Enderby, Nam Cực. Vịnh này được xem là sự rút nước lớn trên bờ biển bởi Douglas Mawson vào ngày 14 tháng 1 năm 1930.
Vịnh được khám phá bởi thuyền trưởng Hjalmar Riiser-Larsen, phụ trách vấn đề thám hiểm ở Na Uy vào ngày 15 tháng 1. Sau đó người Na Uy đánh dấu vị trí thật của vịnh trên bản đồ.
Vịnh được vẽ chi tiết bởi các một nhà thám hiểm Nam Cực quốc gia Úc hạ cánh vào năm 1956 và chuyến hạ cánh khác vào năm 1958 bởi Thala Dan.
Vịnh được đặt tên bởi Mawson sau khi Roald Amundsen, nhà thám hiểm Na Uy lần đầu tiên đến Nam Cực.